# Elimia carinifera
Elimia carinifera är en snäckart som först beskrevs av Jean-Baptiste Lamarck 1822.  Elimia carinifera ingår i släktet Elimia och familjen Pleuroceridae. Inga underarter finns listade i Catalogue of Life.